# Fitness24Seven
Fitness24Seven är en gymkedja med över 260 gym i Sverige, Norge, Finland, Colombia och Thailand grundad av Christian Ask. Han är också ägare av bolaget. VD är Lars Magnus Johan Frennmark. 2018 omsatte kedjan över 658 miljoner svenska kronor. (2018-04). Kedjans bedrivs som aktiebolag och huvudkontoret ligger i Lund. 
Det första gymmet öppnades vid Sankt Knuts torg i Malmö 2003 och i Sverige har kedjan över 170 gym och 302 anställda (2018-04). Företagets vision är "We lead people to a healthier life no matter who you are or where you live".
För sin utveckling av företaget utsågs grundaren Christian Ask till Årets Företagare i Lund 2013.
I medlemsavgiften ingår individuell träning såsom styrketräning och all gruppträning: t.ex. Yoga, Bodypump och Indoor Cycling. Medlemskapet ger dig tillgång till alla Fitness24Seven gym i 5 länder, dygnet runt.